# Dendrochóri (ort i Grekland, Västra Makedonien)
Dendrochóri (Dendrochori) är en ort i Grekland.   Den ligger i prefekturen Nomós Kastoriás och regionen Västra Makedonien, i den norra delen av landet, 400 km nordväst om huvudstaden Aten. Dendrochóri ligger 950 meter över havet och antalet invånare är 266.
Terrängen runt Dendrochóri är huvudsakligen kuperad, men norrut är den bergig. Runt Dendrochóri är det glesbefolkat, med 19 invånare per kvadratkilometer. Närmaste större samhälle är Kastoria, 11,9 km sydost om Dendrochóri. Trakten runt Dendrochóri består till största delen av jordbruksmark.